# 温江区
温江区位于中国四川省成都市西部，面积277平方公里，人口約97万。温江全境位于成都平原腹地，气候温和，河网密布，适合农业耕作，素有“金温江”之称。4000多年前古蜀鱼凫王国便发源于此，自古为川西重镇。1949年后为中共温江地委、行署所在地，1983年划归成都市管辖。2002年4月撤销温江县，设立成都市温江区。
全国四家国家级海峡两岸科技产业园区之一的成都海峡两岸科技产业开发园位于温江，现为成都高新技术产业开发区的一部分。

## 行政区划
温江区下辖6个街道办事处、3个镇：
柳城街道、公平街道、涌泉街道、天府街道、金马街道、永宁街道、和盛镇、万春镇和寿安镇。

## 人口
2020年末，成都市第七次全国人口普查公报显示：温江区常住人口为967868人，男性人口占比49%，女性人口占比51%，年龄结构中0-14岁占比13.9%，15-59岁占比71.01%，60岁以上占比15.09%，65岁以上占比11.12%。

## 特产
温江酱油、温江大蒜：中国地理标志产品。